# Николаева, Нина Ильинична
Нина Ильинична Николаева (3 января 1914, г. Тамбов — 1999) — ученый-медик, доктор биологических наук, профессор.

## Биография
Родилась 3 января 1914 года в Тамбове. В 1937 году с отличием окончила факультет «лечебное дело» Ростовского государственного медицинского института.  С 1937 по 1941 год училась там же в аспирантуре кафедры нормальной физиологии у академика Академии медицинских наук СССР Н. А. Рожанского.
25 апреля 1941 г. защитила кандидатскую диссертацию на тему: «О путях образования условных рефлексов на слюнную железу». С 1940 по 1941 года работала ассистентом кафедры нормальной физиологии в Дагестанском медицинском институте. С 1941 по 1943 год и.о. доцента, затем зав. кафедрой нормальной физиологии РГМИ. С 1948 по 1960 год доцент, потом профессор кафедры нормальной физиологии человека и животных Ростовского государственного университета (РГУ).
В 1954 году защитила докторскую диссертацию в МГУ на тему: «Об изменениях возбудимости нервных структур головного мозга при образовании условных рефлексов». В 1960 году избрана на должность заведующей кафедрой фармакологии Ростовского государственного медицинского университета (РГМИ), (ныне Ростовский государственный медицинский университет).
За годы работы зав. кафедрой фармакологии подготовила 2 доктора медицинских наук и 25 кандидатов наук, опубликовала около 150 научных работ. Её учеником был член-корреспондент РАМН, Каркищенко Николай Николаевич, который в 1967 году с отличием окончил Ростовский медицинский институт, в 1968 году защитил кандидатскую диссертацию, в 1975 году — докторскую диссертацию, в 1977 году стал профессором.
В РГУ и РГМИ руководила научным студенческим обществом, несколько лет работала научным секретарем Ростовского отделения Всесоюзного научного общества физиологов, биохимиков и фармакологов, была учёным секретарем ученого Совета по присуждению ученых степеней при биофаке РГУ, делала доклад на втором международном конгрессе фармакологов в Праге (1963).
Область научных интересов: фармакология психотропных и нейротропных средств, фармакология средств сердечно-сосудистого действия и средств, стимулирующих неспецифическую сопротивляемость организма к воздействию различных факторов.
В 1981 году ушла на пенсию.